# Свампа, Доменико
Доменико Свампа (итал. Domenico Svampa; 13 июня 1851, Монтегранаро, Папская область — 10 августа 1907, Болонья, королевство Италия) — итальянский кардинал.

## Биография
Доменико Свампа был епископом Форли с 23 мая 1887 по 21 мая 1894 года. Позднее — архиепископ Болоньи с 21 мая 1894 по 10 августа 1907 года. Кардинал-священник с 18 мая 1894, с титулом церкви Сант-Онофрио с 21 мая 1894.